# Adolfo Quintieri
Adolfo Quintieri (Cosenza, 22 maggio 1887 – Cosenza, 13 luglio 1970) è stato un avvocato e politico italiano, sindaco di Cosenza, deputato costituente e poi della Camera.

## Biografia
Figlio di Demetrio Quintieri e Maria Barracco, e fratello del musicista Maurizio Quintieri, a 22 anni si laureò in giurisprudenza presso l'Università degli studi di Napoli. Superati nello stesso anno gli esami di abilitazione si iscrisse all'Ordine degli Avvocati del Foro di Cosenza, dove esercitò la professione.
Militò sin da giovane nell'Azione Cattolica, in cui rivestì la carica prima di presidente diocesano e poi di delegato regionale presso la Santa Sede. In tale qualità fece parte del primo consiglio nazionale della Federazione Uomini Cattolici.
Fu uno dei fondatori del Partito Popolare di Cosenza. Fu investito dell'onorificenza di Commendatore del Santo Sepolcro.
Rivestì l'incarico di vicepretore Onorario di Cosenza e di vicepresidente della Deputazione Provinciale.
Dal 10 aprile 1946 al 23 febbraio 1948 fu sindaco della sua città.
Nello stesso anno fu eletto deputato all'Assemblea Costituente. Successivamente fu rieletto al primo parlamento repubblicano. Qui fu relatore di disegni di legge in materia di pubblica amministrazione, di finanza pubblica e di organizzazione degli enti locali, dei quali sostenne l'autonomia.
Fu relatore della legge Vanoni, fece parte della Giunta delle Elezioni, della Commissione Speciale per il disegno di legge sulla Corte Costituzionale e di altri organismi parlamentari. Elaborò la legge sulle incompatibilità parlamentari.
Fu componente del consiglio dell'Associazione Nazionale dei Comuni d'Italia, autore di pubblicazioni e relatore in convegni.